# قلعه‌نصرالله
قلعه‌نصرالله، روستایی از توابع بخش باوی شهرستان اهواز در استان خوزستان ایران است.

## جمعیت
این روستا در دهستان ملاثانی قرار دارد و براساس سرشماری مرکز آمار ایران در سال ۱۳۸۵، جمعیت آن زیر سه خانوار بوده‌است.